# Tour de los Alpes 2021
La 44.ª edición de la competición ciclista Tour de los Alpes fue una carrera de ciclismo en ruta por etapas que se celebró entre el 19 y el 23 de abril de 2021 en Italia con inicio en la ciudad de Bresanona y final en la ciudad de Riva del Garda, sobre una distancia total de 713,6 kilómetros.
La carrera formó parte del del UCI ProSeries 2021, calendario ciclístico mundial de segunda división, dentro de la categoría UCI 2.Pro y fue ganada por el británico Simon Yates del BikeExchange. Completaron el podio, como segundo y tercer clasificado respectivamente, el español Pello Bilbao del Bahrain Victorious y el ruso Aleksandr Vlasov del Astana-Premier Tech.

## Equipos participantes
Tomaron parte en la carrera 21 equipos: 13 de categoría UCI WorldTeam invitados por la organización, 7 de categoría UCI ProTeam y 1 de categoría Continental. Formaron así un pelotón de 143 ciclistas de los que acabaron 116. Los equipos participantes fueron:
| WorldTeams (13)- Astana-Premier Tech - Bora-Hansgrohe - Bahrain Victorious - Team BikeExchange - EF Education-Nippo - Groupama-FDJ - Ineos Grenadiers - Israel Start-Up Nation - Qhubeka Assos - Trek-Segafredo - UAE Team Emirates - AG2R Citroën Team - Team DSM ProTeams (7)- Androni Giocattoli-Sidermec - Arkéa-Samsic - Bardiani CSF Faizanè - Caja Rural-Seguros RGA - Eolo-Kometa - Gazprom-RusVelo - Uno-X Pro Cycling Team Equipo continental- Tirol KTM Cycling Team |
| |

## Recorrido
El Tour de los Alpes dispuso de cinco etapas dividido en dos etapas escarpadas, dos etapas de media montaña, y una etapa de alta montaña, para un recorrido total de 713,6 kilómetros.
| Etapa     | Fecha     | Recorrido               | type                   | Distancia (km) | Desnivel (m) | Ganador             | Líder         |
| --------- | --------- | ----------------------- | ---------------------- | -------------- | ------------ | ------------------- | ------------- |
| 1.ª etapa | 19 de abr | Bresanona – Innsbruck   | etapa escarpada        | 140,6          | 1951 m       | Gianni Moscon       | Gianni Moscon |
| 2.ª etapa | 20 de abr | Innsbruck – Kaunertal   | etapa de montaña       | 121,5          | 2922 m       | Simon Yates         | Simon Yates   |
| 3.ª etapa | 21 de abr | Imst – Naturno          | etapa de montaña       | 162            | 2997 m       | Gianni Moscon       | Simon Yates   |
| 4.ª etapa | 22 de abr | Naturno – Pieve di Bono | etapa de montaña       | 168,6          | 4577 m       | Pello Bilbao        | Simon Yates   |
| 5.ª etapa | 23 de abr | Idro – Riva del Garda   | etapa de media montaña | 120,9          | 2728 m       | Felix Großschartner | Simon Yates   |

## Desarrollo de la carrera

### 1.ª etapa
| Bresanona - Innsbruck | etapa escarpada | (140,6 km) |

| \| Clasificación de la etapa \| Clasificación de la etapa \| Clasificación de la etapa \| Clasificación de la etapa \| Clasificación de la etapa \| \| Ciclista \| Ciclista \| Equipo \| Tiempo \| \| \| ------------------------- \| --------------------------- \| --------------------------- \| ------------------------- \| ------------------------- \| \| 1.º \| Gianni Moscon \| Ineos Grenadiers \| 3 h 29 min 24 s \| \| \| 2.º \| Idar Andersen \| Uno-X Pro Cycling Team \| + 0 s \| \| \| 3.º \| Aleksandr Ryabushenko \| UAE Team Emirates \| + 0 s \| \| \| 4.º \| Fabio Felline \| Astana-Premier Tech \| + 0 s \| \| \| 5.º \| Nick Schultz \| BikeExchange \| + 0 s \| \| \| 6.º \| Enrico Battaglin \| Bardiani CSF Faizanè \| + 0 s \| \| \| 7.º \| Gianluca Brambilla \| Trek-Segafredo \| + 0 s \| \| \| 8.º \| Ruben Guerreiro \| EF Education-Nippo \| + 0 s \| \| \| 9.º \| Natnael Tesfatsion \| Androni Giocattoli-Sidermec \| + 0 s \| \| \| 10.º \| Reinardt Janse van Rensburg \| Qhubeka Assos \| + 0 s \| \| |                             |                             |                 |
| |                             |                             |                 |
| Fuente: ProCyclingStats |                             |                             |                 |
| Clasificación de la etapa |                             |                             |                 |
| Ciclista | Ciclista                    | Equipo                      | Tiempo          |
| 1.º | Gianni Moscon               | Ineos Grenadiers            | 3 h 29 min 24 s |
| 2.º | Idar Andersen               | Uno-X Pro Cycling Team      | + 0 s           |
| 3.º | Aleksandr Ryabushenko       | UAE Team Emirates           | + 0 s           |
| 4.º | Fabio Felline               | Astana-Premier Tech         | + 0 s           |
| 5.º | Nick Schultz                | BikeExchange                | + 0 s           |
| 6.º | Enrico Battaglin            | Bardiani CSF Faizanè        | + 0 s           |
| 7.º | Gianluca Brambilla          | Trek-Segafredo              | + 0 s           |
| 8.º | Ruben Guerreiro             | EF Education-Nippo          | + 0 s           |
| 9.º | Natnael Tesfatsion          | Androni Giocattoli-Sidermec | + 0 s           |
| 10.º | Reinardt Janse van Rensburg | Qhubeka Assos               | + 0 s           |

| \| Clasificación general \| Clasificación general \| Clasificación general \| Clasificación general \| Clasificación general \| \| Ciclista \| Ciclista \| Equipo \| Tiempo \| \| \| --------------------- \| --------------------------- \| --------------------------- \| --------------------- \| --------------------- \| \| 1.º \| Gianni Moscon \| Ineos Grenadiers \| 3 h 29 min 14 s \| \| \| 2.º \| Idar Andersen \| Uno-X Pro Cycling Team \| + 4 s \| \| \| 3.º \| Aleksandr Ryabushenko \| UAE Team Emirates \| + 6 s \| \| \| 4.º \| Fabio Felline \| Astana-Premier Tech \| + 10 s \| \| \| 5.º \| Nick Schultz \| BikeExchange \| + 10 s \| \| \| 6.º \| Enrico Battaglin \| Bardiani CSF Faizanè \| + 10 s \| \| \| 7.º \| Gianluca Brambilla \| Trek-Segafredo \| + 10 s \| \| \| 8.º \| Ruben Guerreiro \| EF Education-Nippo \| + 10 s \| \| \| 9.º \| Natnael Tesfatsion \| Androni Giocattoli-Sidermec \| + 10 s \| \| \| 10.º \| Reinardt Janse van Rensburg \| Qhubeka Assos \| + 10 s \| \| |                             |                             |                 |
| |                             |                             |                 |
| Fuente: ProCyclingStats |                             |                             |                 |
| Clasificación general |                             |                             |                 |
| Ciclista | Ciclista                    | Equipo                      | Tiempo          |
| 1.º | Gianni Moscon               | Ineos Grenadiers            | 3 h 29 min 14 s |
| 2.º | Idar Andersen               | Uno-X Pro Cycling Team      | + 4 s           |
| 3.º | Aleksandr Ryabushenko       | UAE Team Emirates           | + 6 s           |
| 4.º | Fabio Felline               | Astana-Premier Tech         | + 10 s          |
| 5.º | Nick Schultz                | BikeExchange                | + 10 s          |
| 6.º | Enrico Battaglin            | Bardiani CSF Faizanè        | + 10 s          |
| 7.º | Gianluca Brambilla          | Trek-Segafredo              | + 10 s          |
| 8.º | Ruben Guerreiro             | EF Education-Nippo          | + 10 s          |
| 9.º | Natnael Tesfatsion          | Androni Giocattoli-Sidermec | + 10 s          |
| 10.º | Reinardt Janse van Rensburg | Qhubeka Assos               | + 10 s          |

### 2.ª etapa
| Innsbruck - Kaunertal | etapa de montaña | (121,5 km) |

| \| Clasificación de la etapa \| Clasificación de la etapa \| Clasificación de la etapa \| Clasificación de la etapa \| Clasificación de la etapa \| \| Ciclista \| Ciclista \| Equipo \| Tiempo \| \| \| ------------------------- \| ------------------------- \| --------------------------- \| ------------------------- \| ------------------------- \| \| 1.º \| Simon Yates \| BikeExchange \| 6 h 46 min 56 s \| \| \| 2.º \| Pavel Sivakov \| Ineos Grenadiers \| + 45 s \| \| \| 3.º \| Daniel Martin \| Israel Start-Up Nation \| + 1 min 04 s \| \| \| 4.º \| Aleksandr Vlásov \| Astana-Premier Tech \| + 1 min 08 s \| \| \| 5.º \| Alexander Cepeda \| Androni Giocattoli-Sidermec \| + 1 min 08 s \| \| \| 6.º \| Jai Hindley \| Team DSM \| + 1 min 27 s \| \| \| 7.º \| Hugh Carthy \| EF Education-Nippo \| + 1 min 27 s \| \| \| 8.º \| Nick Schultz \| BikeExchange \| + 1 min 52 s \| \| \| 9.º \| Ruben Guerreiro \| EF Education-Nippo \| + 1 min 52 s \| \| \| 10.º \| Pello Bilbao \| Bahrain Victorious \| + 1 min 52 s \| \| |                  |                             |                 |
| |                  |                             |                 |
| Fuente: ProCyclingStats |                  |                             |                 |
| Clasificación de la etapa |                  |                             |                 |
| Ciclista | Ciclista         | Equipo                      | Tiempo          |
| 1.º | Simon Yates      | BikeExchange                | 6 h 46 min 56 s |
| 2.º | Pavel Sivakov    | Ineos Grenadiers            | + 45 s          |
| 3.º | Daniel Martin    | Israel Start-Up Nation      | + 1 min 04 s    |
| 4.º | Aleksandr Vlásov | Astana-Premier Tech         | + 1 min 08 s    |
| 5.º | Alexander Cepeda | Androni Giocattoli-Sidermec | + 1 min 08 s    |
| 6.º | Jai Hindley      | Team DSM                    | + 1 min 27 s    |
| 7.º | Hugh Carthy      | EF Education-Nippo          | + 1 min 27 s    |
| 8.º | Nick Schultz     | BikeExchange                | + 1 min 52 s    |
| 9.º | Ruben Guerreiro  | EF Education-Nippo          | + 1 min 52 s    |
| 10.º | Pello Bilbao     | Bahrain Victorious          | + 1 min 52 s    |

| \| Clasificación general \| Clasificación general \| Clasificación general \| Clasificación general \| Clasificación general \| \| Ciclista \| Ciclista \| Equipo \| Tiempo \| \| \| --------------------- \| --------------------- \| --------------------------- \| --------------------- \| --------------------- \| \| 1.º \| Simon Yates \| BikeExchange \| 6 h 46 min 56 s \| \| \| 2.º \| Pavel Sivakov \| Ineos Grenadiers \| + 45 s \| \| \| 3.º \| Daniel Martin \| Israel Start-Up Nation \| + 1 min 04 s \| \| \| 4.º \| Aleksandr Vlásov \| Astana-Premier Tech \| + 1 min 08 s \| \| \| 5.º \| Alexander Cepeda \| Androni Giocattoli-Sidermec \| + 1 min 08 s \| \| \| 6.º \| Jai Hindley \| Team DSM \| + 1 min 27 s \| \| \| 7.º \| Hugh Carthy \| EF Education-Nippo \| + 1 min 27 s \| \| \| 8.º \| Nick Schultz \| BikeExchange \| + 1 min 52 s \| \| \| 9.º \| Ruben Guerreiro \| EF Education-Nippo \| + 1 min 52 s \| \| \| 10.º \| Pello Bilbao \| Bahrain Victorious \| + 1 min 52 s \| \| |                  |                             |                 |
| |                  |                             |                 |
| Fuente: ProCyclingStats |                  |                             |                 |
| Clasificación general |                  |                             |                 |
| Ciclista | Ciclista         | Equipo                      | Tiempo          |
| 1.º | Simon Yates      | BikeExchange                | 6 h 46 min 56 s |
| 2.º | Pavel Sivakov    | Ineos Grenadiers            | + 45 s          |
| 3.º | Daniel Martin    | Israel Start-Up Nation      | + 1 min 04 s    |
| 4.º | Aleksandr Vlásov | Astana-Premier Tech         | + 1 min 08 s    |
| 5.º | Alexander Cepeda | Androni Giocattoli-Sidermec | + 1 min 08 s    |
| 6.º | Jai Hindley      | Team DSM                    | + 1 min 27 s    |
| 7.º | Hugh Carthy      | EF Education-Nippo          | + 1 min 27 s    |
| 8.º | Nick Schultz     | BikeExchange                | + 1 min 52 s    |
| 9.º | Ruben Guerreiro  | EF Education-Nippo          | + 1 min 52 s    |
| 10.º | Pello Bilbao     | Bahrain Victorious          | + 1 min 52 s    |

### 3.ª etapa
| Imst - Naturno | etapa de montaña | (162 km) |

| \| Clasificación de la etapa \| Clasificación de la etapa \| Clasificación de la etapa \| Clasificación de la etapa \| Clasificación de la etapa \| \| Ciclista \| Ciclista \| Equipo \| Tiempo \| \| \| ------------------------- \| ------------------------- \| ------------------------- \| ------------------------- \| ------------------------- \| \| 1.º \| Gianni Moscon \| Ineos Grenadiers \| 4 h 04 min 25 s \| \| \| 2.º \| Felix Großschartner \| Bora-Hansgrohe \| + 0 s \| \| \| 3.º \| Michael Storer \| Team DSM \| + 1 s \| \| \| 4.º \| Matteo Fabbro \| Bora-Hansgrohe \| + 1 s \| \| \| 5.º \| Alessandro De Marchi \| Israel Start-Up Nation \| + 1 s \| \| \| 6.º \| Antonio Nibali \| Trek-Segafredo \| + 1 s \| \| \| 7.º \| François Bidard \| AG2R Citroën Team \| + 1 s \| \| \| 8.º \| Pello Bilbao \| Bahrain Victorious \| + 1 s \| \| \| 9.º \| Luis León Sánchez \| Astana-Premier Tech \| + 1 s \| \| \| 10.º \| Hermann Pernsteiner \| Bahrain Victorious \| + 13 s \| \| |                      |                        |                 |
| |                      |                        |                 |
| Fuente: ProCyclingStats |                      |                        |                 |
| Clasificación de la etapa |                      |                        |                 |
| Ciclista | Ciclista             | Equipo                 | Tiempo          |
| 1.º | Gianni Moscon        | Ineos Grenadiers       | 4 h 04 min 25 s |
| 2.º | Felix Großschartner  | Bora-Hansgrohe         | + 0 s           |
| 3.º | Michael Storer       | Team DSM               | + 1 s           |
| 4.º | Matteo Fabbro        | Bora-Hansgrohe         | + 1 s           |
| 5.º | Alessandro De Marchi | Israel Start-Up Nation | + 1 s           |
| 6.º | Antonio Nibali       | Trek-Segafredo         | + 1 s           |
| 7.º | François Bidard      | AG2R Citroën Team      | + 1 s           |
| 8.º | Pello Bilbao         | Bahrain Victorious     | + 1 s           |
| 9.º | Luis León Sánchez    | Astana-Premier Tech    | + 1 s           |
| 10.º | Hermann Pernsteiner  | Bahrain Victorious     | + 13 s          |

| \| Clasificación general \| Clasificación general \| Clasificación general \| Clasificación general \| Clasificación general \| \| Ciclista \| Ciclista \| Equipo \| Tiempo \| \| \| --------------------- \| --------------------- \| --------------------------- \| --------------------- \| --------------------- \| \| 1.º \| Simon Yates \| BikeExchange \| 10 h 52 min 10 s \| \| \| 2.º \| Pavel Sivakov \| Ineos Grenadiers \| + 45 s \| \| \| 3.º \| Pello Bilbao \| Bahrain Victorious \| + 1 min 04 s \| \| \| 4.º \| Daniel Martin \| Israel Start-Up Nation \| + 1 min 04 s \| \| \| 5.º \| Aleksandr Vlásov \| Astana-Premier Tech \| + 1 min 08 s \| \| \| 6.º \| Alexander Cepeda \| Androni Giocattoli-Sidermec \| + 1 min 08 s \| \| \| 7.º \| Jai Hindley \| Team DSM \| + 1 min 27 s \| \| \| 8.º \| Hugh Carthy \| EF Education-Nippo \| + 1 min 27 s \| \| \| 9.º \| Ruben Guerreiro \| EF Education-Nippo \| + 1 min 52 s \| \| \| 10.º \| Nick Schultz \| BikeExchange \| + 1 min 52 s \| \| |                  |                             |                  |
| |                  |                             |                  |
| Fuente: ProCyclingStats |                  |                             |                  |
| Clasificación general |                  |                             |                  |
| Ciclista | Ciclista         | Equipo                      | Tiempo           |
| 1.º | Simon Yates      | BikeExchange                | 10 h 52 min 10 s |
| 2.º | Pavel Sivakov    | Ineos Grenadiers            | + 45 s           |
| 3.º | Pello Bilbao     | Bahrain Victorious          | + 1 min 04 s     |
| 4.º | Daniel Martin    | Israel Start-Up Nation      | + 1 min 04 s     |
| 5.º | Aleksandr Vlásov | Astana-Premier Tech         | + 1 min 08 s     |
| 6.º | Alexander Cepeda | Androni Giocattoli-Sidermec | + 1 min 08 s     |
| 7.º | Jai Hindley      | Team DSM                    | + 1 min 27 s     |
| 8.º | Hugh Carthy      | EF Education-Nippo          | + 1 min 27 s     |
| 9.º | Ruben Guerreiro  | EF Education-Nippo          | + 1 min 52 s     |
| 10.º | Nick Schultz     | BikeExchange                | + 1 min 52 s     |

### 4.ª etapa
| Naturno - Pieve di Bono | etapa de montaña | (168,6 km) |

| \| Clasificación de la etapa \| Clasificación de la etapa \| Clasificación de la etapa \| Clasificación de la etapa \| Clasificación de la etapa \| \| Ciclista \| Ciclista \| Equipo \| Tiempo \| \| \| ------------------------- \| ------------------------- \| --------------------------- \| ------------------------- \| ------------------------- \| \| 1.º \| Pello Bilbao \| Bahrain Victorious \| 4 h 39 min 42 s \| \| \| 2.º \| Aleksandr Vlásov \| Astana-Premier Tech \| + 0 s \| \| \| 3.º \| Simon Yates \| BikeExchange \| + 0 s \| \| \| 4.º \| Nairo Quintana \| Arkéa-Samsic \| + 58 s \| \| \| 5.º \| Alexander Cepeda \| Androni Giocattoli-Sidermec \| + 1 min 06 s \| \| \| 6.º \| Hugh Carthy \| EF Education-Nippo \| + 1 min 06 s \| \| \| 7.º \| Ruben Guerreiro \| EF Education-Nippo \| + 1 min 16 s \| \| \| 8.º \| Romain Bardet \| Team DSM \| + 1 min 16 s \| \| \| 9.º \| Gianluca Brambilla \| Trek-Segafredo \| + 1 min 16 s \| \| \| 10.º \| Matteo Fabbro \| Bora-Hansgrohe \| + 1 min 22 s \| \| |                    |                             |                 |
| |                    |                             |                 |
| Fuente: ProCyclingStats |                    |                             |                 |
| Clasificación de la etapa |                    |                             |                 |
| Ciclista | Ciclista           | Equipo                      | Tiempo          |
| 1.º | Pello Bilbao       | Bahrain Victorious          | 4 h 39 min 42 s |
| 2.º | Aleksandr Vlásov   | Astana-Premier Tech         | + 0 s           |
| 3.º | Simon Yates        | BikeExchange                | + 0 s           |
| 4.º | Nairo Quintana     | Arkéa-Samsic                | + 58 s          |
| 5.º | Alexander Cepeda   | Androni Giocattoli-Sidermec | + 1 min 06 s    |
| 6.º | Hugh Carthy        | EF Education-Nippo          | + 1 min 06 s    |
| 7.º | Ruben Guerreiro    | EF Education-Nippo          | + 1 min 16 s    |
| 8.º | Romain Bardet      | Team DSM                    | + 1 min 16 s    |
| 9.º | Gianluca Brambilla | Trek-Segafredo              | + 1 min 16 s    |
| 10.º | Matteo Fabbro      | Bora-Hansgrohe              | + 1 min 22 s    |

| \| Clasificación general \| Clasificación general \| Clasificación general \| Clasificación general \| Clasificación general \| \| Ciclista \| Ciclista \| Equipo \| Tiempo \| \| \| --------------------- \| --------------------- \| --------------------------- \| --------------------- \| --------------------- \| \| 1.º \| Simon Yates \| BikeExchange \| 15 h 31 min 48 s \| \| \| 2.º \| Pello Bilbao \| Bahrain Victorious \| + 58 s \| \| \| 3.º \| Aleksandr Vlásov \| Astana-Premier Tech \| + 1 min 06 s \| \| \| 4.º \| Alexander Cepeda \| Androni Giocattoli-Sidermec \| + 2 min 18 s \| \| \| 5.º \| Pavel Sivakov \| Ineos Grenadiers \| + 2 min 37 s \| \| \| 6.º \| Hugh Carthy \| EF Education-Nippo \| + 2 min 37 s \| \| \| 7.º \| Nairo Quintana \| Arkéa-Samsic \| + 2 min 54 s \| \| \| 8.º \| Ruben Guerreiro \| EF Education-Nippo \| + 3 min 12 s \| \| \| 9.º \| Romain Bardet \| Team DSM \| + 3 min 12 s \| \| \| 10.º \| Nick Schultz \| BikeExchange \| + 3 min 36 s \| \| |                  |                             |                  |
| |                  |                             |                  |
| Fuente: ProCyclingStats |                  |                             |                  |
| Clasificación general |                  |                             |                  |
| Ciclista | Ciclista         | Equipo                      | Tiempo           |
| 1.º | Simon Yates      | BikeExchange                | 15 h 31 min 48 s |
| 2.º | Pello Bilbao     | Bahrain Victorious          | + 58 s           |
| 3.º | Aleksandr Vlásov | Astana-Premier Tech         | + 1 min 06 s     |
| 4.º | Alexander Cepeda | Androni Giocattoli-Sidermec | + 2 min 18 s     |
| 5.º | Pavel Sivakov    | Ineos Grenadiers            | + 2 min 37 s     |
| 6.º | Hugh Carthy      | EF Education-Nippo          | + 2 min 37 s     |
| 7.º | Nairo Quintana   | Arkéa-Samsic                | + 2 min 54 s     |
| 8.º | Ruben Guerreiro  | EF Education-Nippo          | + 3 min 12 s     |
| 9.º | Romain Bardet    | Team DSM                    | + 3 min 12 s     |
| 10.º | Nick Schultz     | BikeExchange                | + 3 min 36 s     |

### 5.ª etapa
| Idro - Riva del Garda | etapa de media montaña | (120,9 km) |

| \| Clasificación de la etapa \| Clasificación de la etapa \| Clasificación de la etapa \| Clasificación de la etapa \| Clasificación de la etapa \| \| Ciclista \| Ciclista \| Equipo \| Tiempo \| \| \| ------------------------- \| ------------------------- \| ------------------------- \| ------------------------- \| ------------------------- \| \| 1.º \| Felix Großschartner \| Bora-Hansgrohe \| 3 h 03 min 38 s \| \| \| 2.º \| Nicolas Roche \| Team DSM \| + 34 s \| \| \| 3.º \| Alessandro De Marchi \| Israel Start-Up Nation \| + 34 s \| \| \| 4.º \| Gianni Moscon \| Ineos Grenadiers \| + 40 s \| \| \| 5.º \| Alejandro Osorio \| Caja Rural-Seguros RGA \| + 40 s \| \| \| 6.º \| Romain Bardet \| Team DSM \| + 40 s \| \| \| 7.º \| Luis León Sánchez \| Astana-Premier Tech \| + 40 s \| \| \| 8.º \| Ruben Guerreiro \| EF Education-Nippo \| + 40 s \| \| \| 9.º \| Mark Padun \| Bahrain Victorious \| + 40 s \| \| \| 10.º \| Matteo Fabbro \| Bora-Hansgrohe \| + 40 s \| \| |                      |                        |                 |
| |                      |                        |                 |
| Fuente: ProCyclingStats |                      |                        |                 |
| Clasificación de la etapa |                      |                        |                 |
| Ciclista | Ciclista             | Equipo                 | Tiempo          |
| 1.º | Felix Großschartner  | Bora-Hansgrohe         | 3 h 03 min 38 s |
| 2.º | Nicolas Roche        | Team DSM               | + 34 s          |
| 3.º | Alessandro De Marchi | Israel Start-Up Nation | + 34 s          |
| 4.º | Gianni Moscon        | Ineos Grenadiers       | + 40 s          |
| 5.º | Alejandro Osorio     | Caja Rural-Seguros RGA | + 40 s          |
| 6.º | Romain Bardet        | Team DSM               | + 40 s          |
| 7.º | Luis León Sánchez    | Astana-Premier Tech    | + 40 s          |
| 8.º | Ruben Guerreiro      | EF Education-Nippo     | + 40 s          |
| 9.º | Mark Padun           | Bahrain Victorious     | + 40 s          |
| 10.º | Matteo Fabbro        | Bora-Hansgrohe         | + 40 s          |

## Clasificaciones finales
- Las clasificaciones finalizaron de la siguiente forma:[4]

### Clasificación general
| \| Clasificación general \| Clasificación general \| Clasificación general \| Clasificación general \| Clasificación general \| \| Ciclista \| Ciclista \| Equipo \| Tiempo \| \| \| --------------------- \| --------------------- \| --------------------------- \| --------------------- \| --------------------- \| \| 1.º \| Simon Yates \| BikeExchange \| 18 h 36 min 06 s \| \| \| 2.º \| Pello Bilbao \| Bahrain Victorious \| + 58 s \| \| \| 3.º \| Aleksandr Vlásov \| Astana-Premier Tech \| + 1 min 06 s \| \| \| 4.º \| Alexander Cepeda \| Androni Giocattoli-Sidermec \| + 2 min 25 s \| \| \| 5.º \| Hugh Carthy \| EF Education-Nippo \| + 2 min 37 s \| \| \| 6.º \| Pavel Sivakov \| Ineos Grenadiers \| + 2 min 44 s \| \| \| 7.º \| Nairo Quintana \| Arkéa-Samsic \| + 2 min 54 s \| \| \| 8.º \| Ruben Guerreiro \| EF Education-Nippo \| + 3 min 12 s \| \| \| 9.º \| Romain Bardet \| Team DSM \| + 3 min 12 s \| \| \| 10.º \| Nick Schultz \| BikeExchange \| + 3 min 36 s \| \| |                  |                             |                  |
| |                  |                             |                  |
| Fuente: ProCyclingStats |                  |                             |                  |
| Clasificación general |                  |                             |                  |
| Ciclista | Ciclista         | Equipo                      | Tiempo           |
| 1.º | Simon Yates      | BikeExchange                | 18 h 36 min 06 s |
| 2.º | Pello Bilbao     | Bahrain Victorious          | + 58 s           |
| 3.º | Aleksandr Vlásov | Astana-Premier Tech         | + 1 min 06 s     |
| 4.º | Alexander Cepeda | Androni Giocattoli-Sidermec | + 2 min 25 s     |
| 5.º | Hugh Carthy      | EF Education-Nippo          | + 2 min 37 s     |
| 6.º | Pavel Sivakov    | Ineos Grenadiers            | + 2 min 44 s     |
| 7.º | Nairo Quintana   | Arkéa-Samsic                | + 2 min 54 s     |
| 8.º | Ruben Guerreiro  | EF Education-Nippo          | + 3 min 12 s     |
| 9.º | Romain Bardet    | Team DSM                    | + 3 min 12 s     |
| 10.º | Nick Schultz     | BikeExchange                | + 3 min 36 s     |

### Clasificación de la montaña
| Clasificación de la montaña | Clasificación de la montaña | Clasificación de la montaña      | Clasificación de la montaña | Clasificación de la montaña |
| Ciclista                    | Ciclista                    | Equipo                           | Puntos                      |                             |
| --------------------------- | --------------------------- | -------------------------------- | --------------------------- | --------------------------- |
| 1.º                         | Alessandro De Marchi        | Israel Start-Up Nation           | 25 pts                      |                             |
| 2.º                         | Márton Dina                 | Eolo-Kometa                      | 16 pts                      |                             |
| 3.º                         | Simon Yates                 | BikeExchange                     | 14 pts                      |                             |
| 4.º                         | Reuben Thompson             | Équipe continentale Groupama-FDJ | 10 pts                      |                             |
| 5.º                         | Thibaut Pinot               | Groupama-FDJ                     | 10 pts                      |                             |

### Clasificación de los sprints (metas volantes)
| Clasificación de las metas volantes | Clasificación de las metas volantes | Clasificación de las metas volantes | Clasificación de las metas volantes | Clasificación de las metas volantes |
| Ciclista                            | Ciclista                            | Equipo                              | Puntos                              |                                     |
| ----------------------------------- | ----------------------------------- | ----------------------------------- | ----------------------------------- | ----------------------------------- |
| 1.º                                 | Felix Engelhardt                    | Tirol KTM Cycling Team              |                                     |                                     |

### Clasificación de los jóvenes
| Clasificación del mejor joven | Clasificación del mejor joven | Clasificación del mejor joven | Clasificación del mejor joven | Clasificación del mejor joven |
| Ciclista                      | Ciclista                      | Equipo                        | Tiempo                        |                               |
| ----------------------------- | ----------------------------- | ----------------------------- | ----------------------------- | ----------------------------- |
| 1.º                           | Jefferson Cepeda              | Caja Rural-Seguros RGA        | 18 h 38 min 31 s              |                               |
| 2.º                           | Alejandro Osorio              | Caja Rural-Seguros RGA        | + 2 min 00 s                  |                               |
| 3.º                           | Florian Lipowitz              | Tirol KTM Cycling Team        | + 4 min 03 s                  |                               |
| 4.º                           | Erik Fetter                   | Eolo-Kometa                   | + 8 min 03 s                  |                               |
| 5.º                           | Attila Valter                 | Groupama-FDJ                  | + 9 min 13 s                  |                               |

### Clasificación por equipos
| Clasificación por equipos | Clasificación por equipos | Clasificación por equipos | Clasificación por equipos |
| Equipo                    | Equipo                    | Tiempo                    |                           |
| ------------------------- | ------------------------- | ------------------------- | ------------------------- |
| 1.º                       | Ineos Grenadiers          | 56 h 01 min 17 s          |                           |
| 2.º                       | Team DSM                  | + 1 min 49 s              |                           |
| 3.º                       | Astana-Premier Tech       | + 7 min 26 s              |                           |
| 4.º                       | AG2R Citroën Team         | + 9 min 18 s              |                           |
| 5.º                       | BikeExchange              | + 9 min 51 s              |                           |

## Evolución de las clasificaciones
| Etapa                   | Vencedor                | Clasificación general | Clasificación de la montaña | Clasificación de los esprints | Clasificación de los jóvenes | Clasificación por equipos |
| ----------------------- | ----------------------- | --------------------- | --------------------------- | ----------------------------- | ---------------------------- | ------------------------- |
| 1.ª                     | Gianni Moscon           | Gianni Moscon         | Alessandro De Marchi        | Felix Engelhardt              | Idar Andersen                | Bardiani-CSF-Faizanè      |
| 2.ª                     | Simon Yates             | Simon Yates           | Simon Yates                 | Felix Engelhardt              | Alexander Cepeda             | BikeExchange              |
| 3.ª                     | Gianni Moscon           | Simon Yates           | Alessandro De Marchi        | Felix Engelhardt              | Alexander Cepeda             | INEOS Grenadiers          |
| 4.ª                     | Pello Bilbao            | Simon Yates           | Márton Dina                 | Felix Engelhardt              | Alexander Cepeda             | INEOS Grenadiers          |
| 5.ª                     | Felix Großschartner     | Simon Yates           | Alessandro De Marchi        | Felix Engelhardt              | Alexander Cepeda             | INEOS Grenadiers          |
| Clasificaciones finales | Clasificaciones finales | Simon Yates           | Alessandro De Marchi        | Felix Engelhardt              | Alexander Cepeda             | INEOS Grenadiers          |

## UCI World Ranking
El Tour de los Alpes otorgó puntos para el UCI World Ranking para corredores de los equipos en las categorías UCI WorldTeam, UCI ProTeam y Continental. Las siguientes tablas son el baremo de puntuación y los 10 corredores que obtuvieron más puntos:
| Posición              | 1.º | 2.º | 3.º | 4.º | 5.º | 6.º | 7.º | 8.º | 9.º | 10.º | 11.º | 12.º | 13.º | 14.º | 15.º | 16.º-30.º | 31.º-40.º |
| Clasificación general | 200 | 150 | 125 | 100 | 85  | 70  | 60  | 50  | 40  | 35   | 30   | 25   | 20   | 15   | 10   | 5         | 3         |
| Por etapa             | 20  | 10  | 5   |     |     |     |     |     |     |      |      |      |      |      |      |           |           |
| Líder                 | 5   |     |     |     |     |     |     |     |     |      |      |      |      |      |      |           |           |

| Clasificación |                  |                             |         |       |       |       |
| Posición      | Ciclista         | Equipo                      | General | Etapa | Líder | Total |
| ------------- | ---------------- | --------------------------- | ------- | ----- | ----- | ----- |
| 1.º           | Simon Yates      | BikeExchange                | 200     | 25    | 15    | 240   |
| 2.º           | Pello Bilbao     | Bahrain Victorious          | 150     | 20    | -     | 170   |
| 3.º           | Aleksandr Vlasov | Astana-Premier Tech         | 125     | 10    | -     | 135   |
| 4.º           | Alexander Cepeda | Androni Giocattoli-Sidermec | 100     | -     | -     | 100   |
| 5.º           | Hugh Carthy      | EF Education-NIPPO          | 85      | -     | -     | 85    |
| 6.º           | Pavel Sivakov    | INEOS Grenadiers            | 70      | 10    | -     | 80    |
| 7.º           | Nairo Quintana   | Arkéa Samsic                | 60      | -     | -     | 60    |
| 8.º           | Ruben Guerreiro  | EF Education-NIPPO          | 50      | -     | -     | 50    |
| 9.º           | Gianni Moscon    | INEOS Grenadiers            | 5       | 40    | 5     | 50    |
| 10.º          | Romain Bardet    | DSM                         | 40      | -     | -     | 40    |